# Weverson Leandro Oliveira Moura
Weverson Leandro Oliveira Moura (Brasília, 12 de maig de 1993) és un futbolista brasiler. Va disputar 1 partits amb la selecció del Brasil.

## Estadístiques
| Selecció del Brasil | Selecció del Brasil | Selecció del Brasil |
| Anys                | Partits             | Gols                |
| ------------------- | ------------------- | ------------------- |
| 2013                | 1                   | 1                   |
| Total               | 1                   | 1                   |